# Megaphrynium
Megaphrynium là một chi thực vật có hoa trong họ Marantaceae.